# Zeschdorf
Zeschdorf é um município da Alemanha, situado no distrito de Märkisch-Oderland, no estado de Brandemburgo. Tem 40,32 km² de área, e sua população em 2019 foi estimada em 1.240 habitantes.